# آدیلسون
آدیلسون پریرا دی میلو (به پرتغالی: Adeílson Pereira de Mello) مهاجم اهل برزیل است که در شهر Nova União و در تاریخ ۷ اکتبر ۱۹۸۵ به دنیا آمده‌است.
آدیلسون پریرا دی میلو در تیم‌های فوتبال سانتاکروز سابقهٔ حضور دارد.